# Mikel Aurrekoetxea Gómez
Mikel Aurrekoetxea Gómez (Aurreko) (Bilbao, Vizcaya, 5 de octubre de 1981) es un futbolista español que juega en la demarcación de Portero. Forma parte de la plantilla del Club Deportivo Bupolsa, actualmente en la Tercera División de España.

## Trayectoria
Nacido en Bilbao el día 5 de octubre de 1981, Mikel Aurreko comenzó su andadura profesional en el año 2000, cuando defendió los colores del Club Astru, equipo asturiano de Tercera División, tras jugar en las categorías inferiores del Real Oviedo.
Tras su importante campaña en el Astru, en 2001, Aurreko firmará un contrato con el Oviedo B, club que militaba en Segunda División B. Con el filial carballón, el guardameta disputó 11 partidos. Finalmente, el club no consiguió el objetivo de la salvación y descendió a Tercera División.
Tras el descenso de categoría del Oviedo B, Mikel fichó en la campaña 2002-2003 por la UE Figueres, equipo gerundense del Grupo III de Segunda B. Ese año, disputó 17 partidos con la entidad blanquiazul, quien consiguió evitar el Descenso en las últimas jornadas.
La temporada siguiente logró tener más continuidad, disputando 20 encuentros con el club catalán y evitando de nuevo el Descenso, quedando el club en la decimotercera posición.
En la campaña 2004-2005, Aurreko firmó un contrato con el Burgos CF. Ese año jugó 18 encuentros con la elástica blanquinegra, siendo suplente de Mikel Pagola. Esa temporada, el Burgos se quedó con la miel en los labios tras ser eliminado en la Fase de Ascenso por el Conquense.
La Temporada 2005-2006 entrenada por el técnico coruñés “Fabri” el equipo se mantuvo durante toda la campaña en los puestos altos de la clasificación. Aurreko disputó 22 partidos, convirtiéndose en el portero titular del equipo. El Burgos CF acabó tercero y fue eliminado en la Fase de Ascenso por el Levante B.
Sin duda la mejor temporada vivida por el guardameta blanquinegro fue la 2006-2007, donde rozó el ascenso a Segunda División. A pesar de ser el suplente de Iván Gómez y de haber disputado solamente 6 encuentros, fue titular en los partidos de Copa frente al Orihuela y la Gimnástica Torrelavega. Esa campaña, el equipo burgalés, entrenado por Gonzalo Arconada, consiguió quedar en segunda posición y jugar, un año más, la Fase de Ascenso a la categoría Segunda División. El club burgalés superó con sufrimiento al Alcoyano y calló siendo eliminado por el Sevilla Atlético.
La Temporada 2007-2008 fichó por el Unió Esportiva Sant Andreu, equipo catalán de Tercera División. Disputó 31 encuentros y consiguiendo el ascenso a Segunda B.
En la 2008-2009, firmó con el CD Toledo, donde apenas entrenó unos meses, ya que en agosto de 2008 fue fichado de nuevo por el Burgos CF, para afrontar una nueva campaña en Tercera División. En su vuelta, disputó 37 partidos, con tan sólo 18 goles encajados, siendo el portero menos goleado de la categoría. Los burgaleses terminaron la Temporada en segunda posición y tras eliminar al Elgóibar en la Fase de Ascenso, el Sporting Mahonés impidió que regresara a Segunda B.
En su cuarta temporada en el Burgos CF Mikel disputó 38 partidos y encajó 17 goles, volviendo a ser el portero menos goleado de toda la Tercera División. Los burgaleses terminaron la liga primeros y en la primera ronda de la Fase de Ascenso, fueron eliminados por el Deportivo B, tras una tanda de penaltis en la que tres jugadores blanquinegros erraron la pena máxima. En la repesca, fue el Almería B quien truncó el sueño del Burgos de ascender a Segunda B y un año más, se quedaría en Tercera.
En la 10/11, el Burgos cambio radicalmente la plantilla cuando fichó diez jugadores con el propósito de conseguir el ansiado ascenso. Los blanquinegros quedaron en primera posición por delante del Villaralbo CF y el Valladolid Promesas. Mikel Aurreko, se lesionó, a principio de temporada y disputó 30 encuentros encajando 18 goles. En la Fase de Ascenso, el Burgos CF se la jugó ante el Lanzarote y consiguió por fin el tan ansiado ascenso a Segunda División B.
Tras estar en el pozo durante años, en la 2011-2012, Aurreko y el Burgos CF volvieron a la categoría de bronce, pero una nefasta temporada hizo que de nuevo descendieran. Aurreko, que tuvo de competencia a Arasa y Jonathan, jugó 26 partidos, encajando 41 tantos.
De nuevo en tercera, en la 2012-2013, se volvió a cambiar por completo la plantilla que dio lugar a un nuevo ascenso. Aurreko disputó un total de 33 partidos, de los cuales sólo encajó 18 goles.
En la 2013-2014, el club blanquinegro acabó en décima posición. Aurreko disputó 24 partidos, encajando 23 goles.
La siguiente temporada tampoco fue buena tanto para el Burgos CF como para Mikel que jugó 22 partidos encajando un total de 19 goles.
Actualmente Mikel Aurreko continua defendiendo la elástica blanquinegra relegado a un papel secundario siendo suplente del recién llegado Antonio Lechuga Mateos.

## Clubs
| Club                   | País   | Temporada | Encuentros disputados | Goles Encajados |
| ---------------------- | ------ | --------- | --------------------- | --------------- |
| Oviedo B               | España | 2001-2002 | 11                    | 9               |
| UE Figueres            | España | 2002-2003 | 19                    | 21              |
| UE Figueres            | España | 2003-2004 | 20                    | 22              |
| Burgos CF              | España | 2004-2005 | 18                    | 20              |
| Burgos CF              | España | 2005-2006 | 24                    | 26              |
| Burgos CF              | España | 2006-2007 | 6                     | 3               |
| UE Sant Andreu         | España | 2007-2008 | 31                    | ??              |
| Burgos CF              | España | 2008-2009 | 37                    | 18              |
| Burgos CF              | España | 2009-2010 | 38                    | 17              |
| Burgos CF              | España | 2010-2011 | 30                    | 18              |
| Burgos CF              | España | 2011-2012 | 26                    | 41              |
| Burgos CF              | España | 2012-2013 | 33                    | 18              |
| Burgos CF              | España | 2013-2014 | 24                    | 23              |
| Burgos CF              | España | 2014-2015 | 22                    | 19              |
| Burgos CF              | España | 2015-2016 | 2                     | 3               |
| Burgos CF              | España | 2016-2017 | 10                    | 0               |
| Club Deportivo Bupolsa | España | 2018-2020 | 5                     | 0               |

## Palmarés
- En la temporada 2007/2008 consiguió el ascenso a Segunda división B con el conjunto del Unió Esportiva Sant Andreu.

- En la temporada 2008/2009 logró ser el Zamora de la categoría con solo 18 goles encajados con el Burgos CF.

- En la temporada 2010/2011 logró el ascenso a la Segunda División B de España con el Burgos CF siendo de nuevo Zamora de la categoría con 17 goles.

- En la temporada 2012/2013 logró su tercer ascenso a la Segunda División B de España con el Burgos CF.